# Линь Юйтан
Линь Юйтан (кит. трад. 林語堂, упр. 林语堂, пиньинь Lín Yǔtáng; 10 октября 1895 — 26 марта 1976) — китайский писатель, философ, учёный. Стал известным благодаря книге «Китайцы: моя страна и мой народ», в которой описал китайскую культуру, сравнивая её с европейской.

## Биография
Родился 10 октября 1895 года в посёлке Баньцзай уезда Пинхэ (округ Чжанчжоу провинции Фуцзянь империи Великая Цин) в семье христианского священника.
В 1912 году поступил в Университет Святого Иоанна в Шанхае. По окончании в 1916 году стал преподавать в Университете Цинхуа в Пекине.
В 1919 году отправился в США, где стал изучать литературу в Гарварде. В 1922 году получил степень магистра искусств. В том же году отправился в Германию, где отучился семестр в Йенском университете, после чего поступил в Лейпцигский университет, где занимался написанием диссертации по китайской фонологии. В 1923 году становится доктором философии по лингвистике.
Вернувшись в Китай, работает профессором английской литературы в Пекинском университете, также читает лекции в Пекинском педагогическом университете. Участвует в доработке романизации гоюй ломацзы.
В 1926 году был объявлен в розыск правительством Дуань Цижуя, поэтому бежит в Сямэнь, где преподает в Сямэньском университете. Однако уже в 1927 году в университете происходили волнения среди преподавательского состава, из-за которых Линь Юйтан переезжает в Шанхай, где начинает активно заниматься писательской деятельностью.
В 1928 году становится главным редактором для английских изданий в Академии Синика, а в дальнейшем расширяет сотрудничество с академией, став в 1931 году главным редактором изданий на европейских языках.
В 1930 году ведёт колонку «Маленькая критика» в китайском критическом еженедельнике.
В 1935 году в США на английском языке выходит книга «Моя страна и мой народ», которая стала одним из лучших бестселлеров по версии «The New York Times».
После инцидента на мосту Лугоуцяо, произошедшего 7 июля 1937 года, пишет для журнала «Тайм» статью «Япония не завоюет Китай».
В 1939 году переезжает в США, где занимается писательской деятельностью, а также пишет статьи в поддержку Китая в связи с продолжающейся Второй японо-китайской войной, переводит на английский язык классику китайской литературы. Колледж Элмайра (штат Нью-Йорк) присваивает Линь Юйтану степень почётного доктора философии по искусствоведению.
В 1942 году степень почетного доктора философии по искусствоведению ему также присваивает Рутгерский университет.
В 1946 году Белойтский колледж (Висконсин) присваивает ему степень почетного доктора философии по гуманитарным наукам.
В 1947 году в Нью-Йорке он завершил исследования быстрой печатной машинки для китайского шрифта, которая стала на тот момент наиболее простой и удобной печатной машинкой для китайского языка. Однако гражданская война в Китае помешала начать производство.
В 1948 году переезжает в Париж, где работает в ЮНЕСКО, однако через полгода увольняется, чтобы сосредоточиться на писательской работе.
В 1950 году возвращается в США, где живёт в Нью-Йорке до 1966 года.
В мае 1954 года приезжает в Сингапур, где становится ректором новообразованного Наньянского технологического университета. Однако в апреле 1955 года покидает этот пост.
В 1966 году переезжает жить в Тайвань.
В 1969 году стал президентом китайского отделения ПЕН-клуба.
В 1975 году был избран вице-президентом Международного ПЕН-клуба. В этом же году номинирован на Нобелевскую премию за книгу «Мгновение в Пекине».
Ушел из жизни 26 марта 1976 года в Гонконге. В апреле его тело перевезено в Тайвань. Похоронен в Тайбэе.